# Movileni (Iași)
Pour l’article homonyme, voir Movileni.
Movileni est une commune roumaine située dans le județ de Iași.